# داركو ستانوفيتش
داركو ستانوفيتش هو لاعب كرة قدم صربي في مركز الدفاع، ولد في 12 أبريل 1987 في لوزنيتسا في صربيا. لعب مع نادي ميتالاك.

## وصلات خارجية
- داركو ستانوفيتش على موقع قاعدة بيانات كرة القدم.إي يو (الإنجليزية)
- داركو ستانوفيتش على موقع Soccerway.com (الإنجليزية)